# Cárcel Modelo de Madrid
La Cárcel Modelo de Madrid (conocida en la época como Cárcel Celular) fue la principal prisión para hombres de Madrid durante el último cuarto del siglo XIX y primera mitad del XX, ubicada en el actual distrito de Moncloa-Aravaca. Se empezó a construir en el año 1877 y fue inaugurada en 1884. La denominación «Modelo» se impuso para ofrecer ejemplo y norma a futuras cárceles de otras provincias españolas. Su construcción tenía por objeto sustituir a la penitenciaría madrileña de carácter dieciochesco denominada el «Saladero». La cárcel estuvo operativa hasta el año 1939 cuando; tras los daños recibidos durante la Guerra Civil, el edificio fue destruido. La cárcel estaba ubicada en la Moncloa en el lugar que hoy ocupa el edificio del Cuartel General del Ejército del Aire, construido posteriormente.

## Historia
La cárcel del Saladero ya no ofrecía condiciones salubres, y era un objetivo del municipio madrileño construir otro centro penitenciario en las afueras de Madrid. Uno de los primeros proyectos arquitectónicos para el nuevo edificio, a ser situado en la calle de Alberto Aguilera, fue presentado por el arquitecto Bruno Fernández de los Ronderos en 1860; pero esta nueva cárcel no llegó a construirse. Sin embargo, sus planos sirvieron de idea para la que se construiría posteriormente en Moncloa, ya influida por las teorías arquitectónicas de Jeremías Bentham.

### Construcción

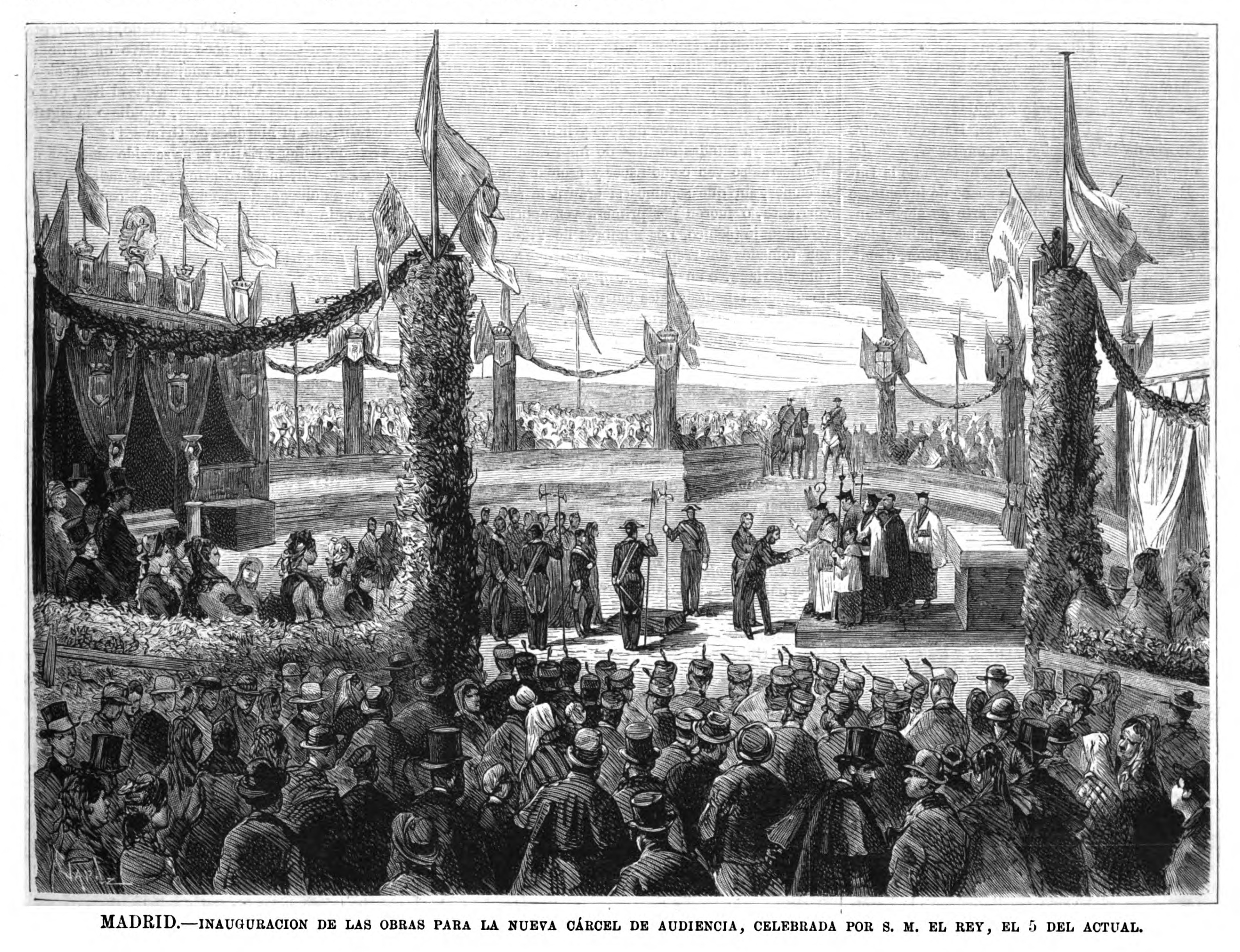
Inauguración de las obras de construcción de la cárcel el 5 de febrero de 1877, con la presencia del monarca Alfonso XII.

Estaba situada en una gran manzana comprendida entre la plaza de la Moncloa, el paseo de Moret y las calles Martín de los Heros y Romero Robledo. Su lugar lo ocupa hoy el Cuartel General del Ejército del Aire y del Espacio, anteriormente conocido como Ministerio del Aire. Fue diseñada por los arquitectos Tomás Aranguren y Eduardo Adaro, ambos arquitectos pertenecían a la Dirección General de Establecimientos Penales. Estos arquitectos se encargaron posteriormente del edificio del Banco de España. La construcción comenzó con una piedra colocada simbólicamente el 5 de febrero de 1877 por el rey Alfonso XII, y la entrega oficial de la obra tuvo lugar el 29 de abril de 1884, si bien se inauguró con anterioridad el 20 de diciembre de 1883 por el ministro de la Gobernación Francisco Romero Robledo (que por homenaje una de las calles adyacentes al nuevo edificio se dedica a su nombre).

### La denuncia de las condiciones de vida de los presos

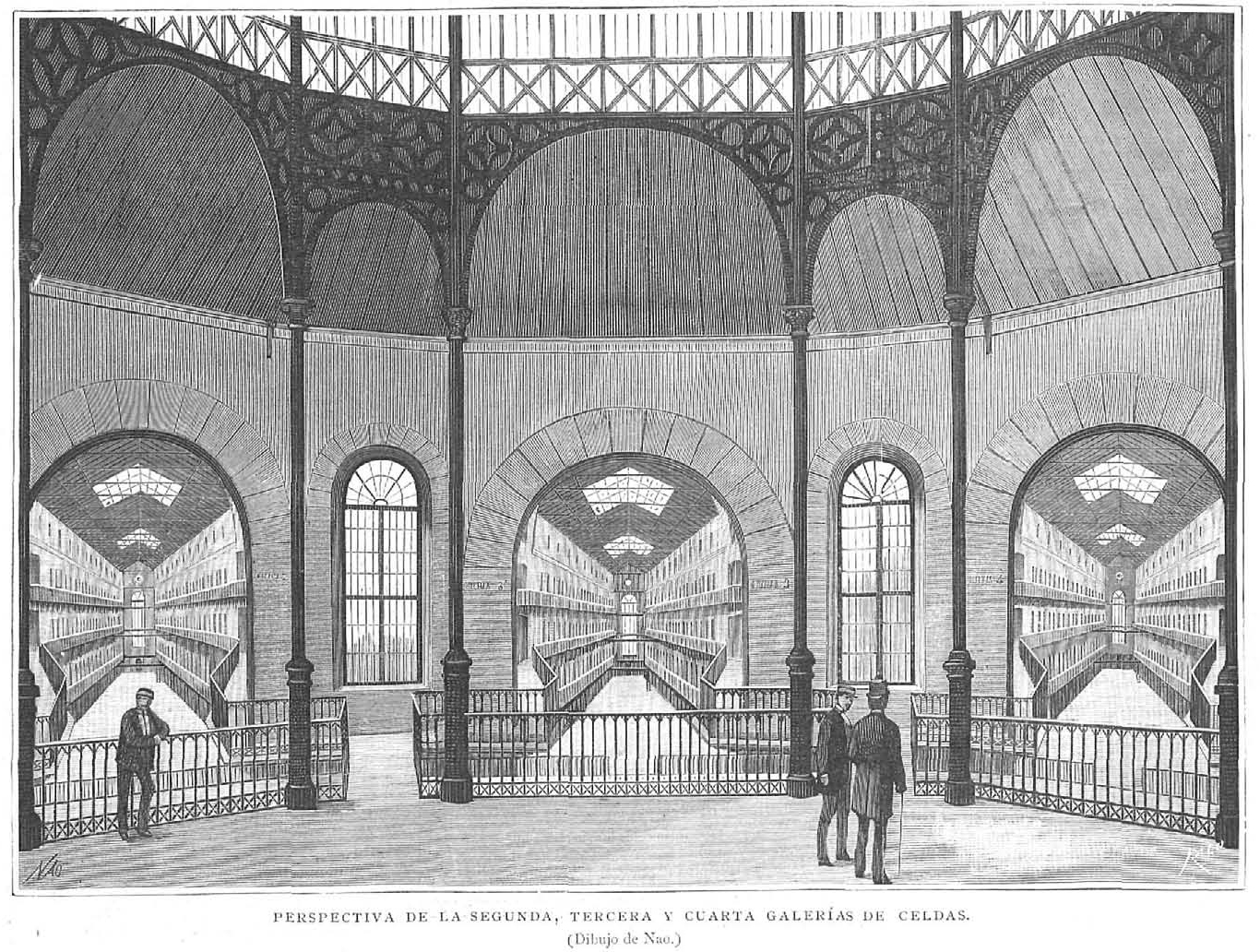
Perspectiva de la segunda, tercera y cuarta galerías de celdas, dibujo de Manuel Nao, grabado de Bernardo Rico.

En junio de 1906 ingresó en la prisión José Nakens, un veterano periodista republicano y anticlerical que había sido condenado por el «encubrimiento» de Mateo Morral, autor de un atentado fallido contra los reyes. Ocupó la celda número 7. Cuatro meses después publicaba un primer artículo en el que denunciaba las condiciones infrahumanas en que vivían los presos:

Yo veo en esta cárcel hombres y niños descalzos y hasta en cueros. Yo veo al pasar frente a algunas celdas catres desvencijados, jergones reducidos a la mitad, rotos, sin paja de maíz apenas, cubiertos con media manta deshilachada y un cabezal sin funda lleno de mugre. Yo veo muchas ventanas de las celdas sin cristales, con el frío que hace ya, y que lo mismo ocurre en los grandes ventanales de las naves. Yo veo turbia el agua muchos días, otros mezclada con tierra, y siempre, hasta cuando sale clara, despidiendo olor nauseabundo

El impacto del artículo fue enorme —recibió cartas que relataban abusos a los presos, celdas de castigo, enfermedades por mala alimentación, etc.— y tuvo una oferta del diario republicano El País para que siguiera relatando lo que veía en la prisión, que más tarde compiló en dos libros: Mi paso por la cárcel y La celda número 7. En ellos también defendió el programa de reformas penitenciarias del nuevo director de la prisión Rafael Salillas que pusieron fin al «régimen terrorífico y expoliador» anterior. Todo ello le hizo ganar un prestigio y una popularidad que acabó obligando al gobierno de Antonio Maura a indultarle, y el 8 de mayo de 1908 abandonó la prisión.

### Entorno (comienzos delsigloXX)

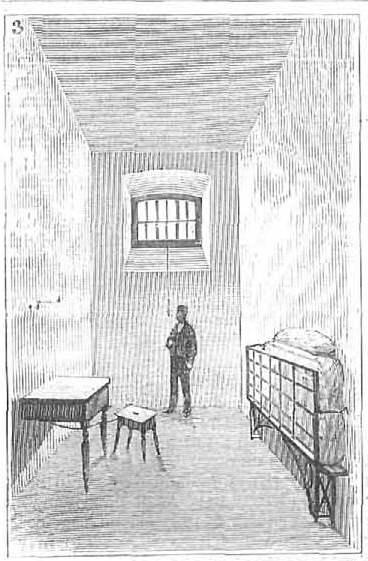
Interior de una celda.

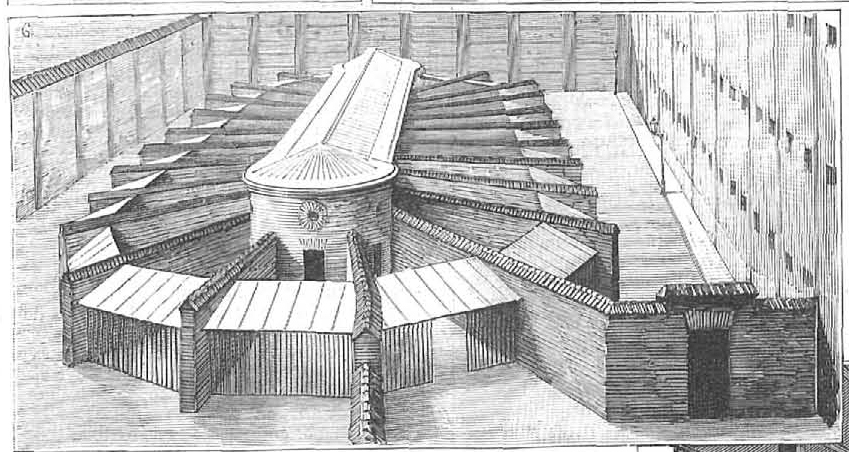
Interior de la cárcel, paseos celulares.

La plaza de Cánovas del Castillo pasa a denominarse glorieta de Monoclonal en octubre de 1890. Ya en 1884 se abría la calle de San Bernardo —que se aproxima al trazado de la calle Princesa—, que comunica con el barrio de Pozas. Tras el espacio de la cárcel se encontraba un espacio denominado «plaza de la Justicia», una plaza de ejecuciones públicas. Se estableció en esta plaza el cuartel de San Gil, que fue remodelado en 1910. El ingeniero militar León Sanchís diseñó y construyó entre 1920 y 1921 el Cuartel del Infante Don Juan entre el paseo Moret y la calle de Martín de los Heros. Pronto adquiriría la «Modelo» quejas y reclamaciones de derrumbe, atendiendo no sólo a razones urbanísticas y se construiría la Ciudad Universitaria.

### Guerra civil española
Durante la Guerra Civil, fue ocupada por milicianos, fundamentalmente de la CNT. El 22 de agosto de 1936, como reacción a la Matanza de Badajoz de las tropas a cargo del coronel sublevado Juan Yagüe, algunos de ellos asesinaron a políticos y militares encarcelados allí: Melquíades Álvarez, líder del Partido Republicano Liberal Demócrata, republicano de derecha, José María Albiñana Sanz, jefe del Partido Nacionalista Español, los exministros de la República Manuel Rico Avello y José Martínez de Velasco, el falangista y piloto del vuelo Madrid-Buenos Aires del avión «Plus Ultra» Julio Ruiz de Alda, el general Osvaldo Capaz Montes (que había tomado posesión del territorio de Ifni), el general Rafael Villegas (cabecilla inicialmente de la sublevación en Madrid), el capitán de Caballería Fernando Primo de Rivera y Sáenz de Heredia (hermano de José Antonio Primo de Rivera), entre otros. En total, a lo largo de los días 22 y 23 de agosto fueron asesinados de 28 a 30 presos.
El presidente Azaña quedó consternado por los hechos y se planteó dimitir.  La reacción del Gobierno consistió en constituir en la prisión un «Comité de Control» formado por representantes de todos los partidos y entidades sindicales del Frente Popular y en encomendar la guardia interior del edificio a las «Milicias de Retaguardia», que pasaron a reemplazar a los funcionarios del Cuerpo de Prisiones —medida que facilitó sobremanera las famosas «sacas» que desde esa misma Cárcel Modelo, entre otras, tuvieron lugar en octubre, noviembre y diciembre de 1936—, y a prohibir la publicación por la prensa de toda mención de los asesinatos, dándose publicidad en cambio a una nota oficial en la que se aludía a un incendio en el edificio, que habría sido prontamente sofocado, se decía, gracias a la intervención de las Milicias. Al mismo tiempo y también como consecuencia inmediata del asalto, se crearon los llamados Tribunales Populares  («¡Salvamos diez mil vidas!» —cita Azaña en sus memorias—, alegaba el entonces presidente del Gobierno, José Giral). Al llegar a la Ciudad Universitaria, en noviembre de 1936, las tropas sublevadas, fueron evacuados de la Cárcel Modelo los presos que la ocupaban; muchos de ellos perecieron en las matanzas de Paracuellos de Jarama.  Con algunos presos todavía en su interior, el edificio estuvo muy cerca de los combates en el frente de la Ciudad Universitaria.

### Destrucción
Las ruinas del edificio, que había sufrido grandes daños por el bombardeo aéreo y artillero debido su cercanía al frente de combate de la batalla de la Ciudad Universitaria de Madrid, fueron demolidas tras el fin de la Guerra Civil y su función asumida por la Cárcel de Carabanchel. En sus cimientos se construyó el Ministerio del Aire, en la actualidad el Cuartel General del Ejército del Aire.

## Características

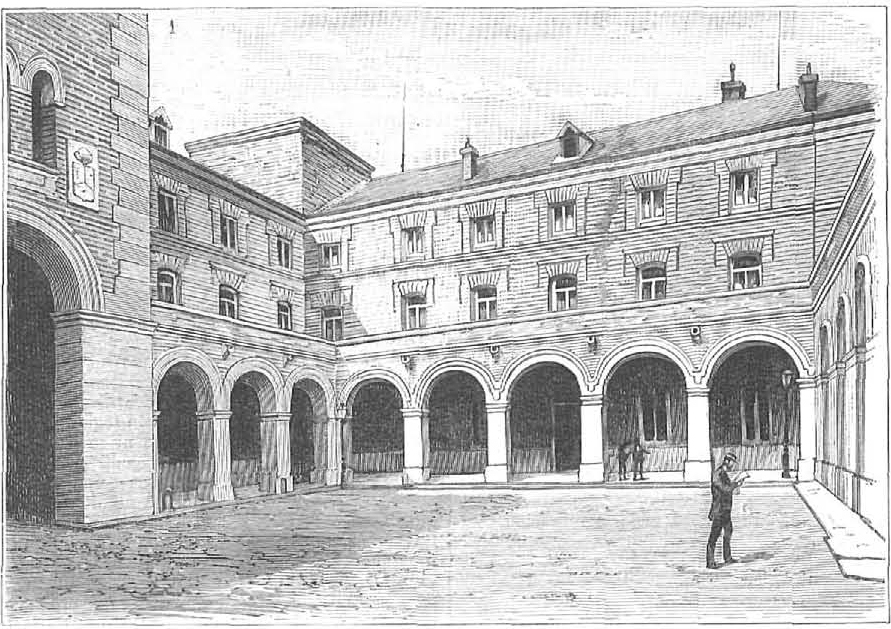
Vista del interior de la prisión, primer patio.

La planta de la prisión se asentaba sobre un polígono irregular de seis lados y una superficie de 43 200 m². Denominada popularmente en aquella época como el abanico por su forma en planta. Aplicaba el modelo panóptico que tan popular se hizo durante el siglo XIX, con una rotonda o cuerpo central poligonal destinado al cuerpo de vigilancia de la penitenciaría, y radial, mediante galerías de forma estrellada que convergen en el espacio central.

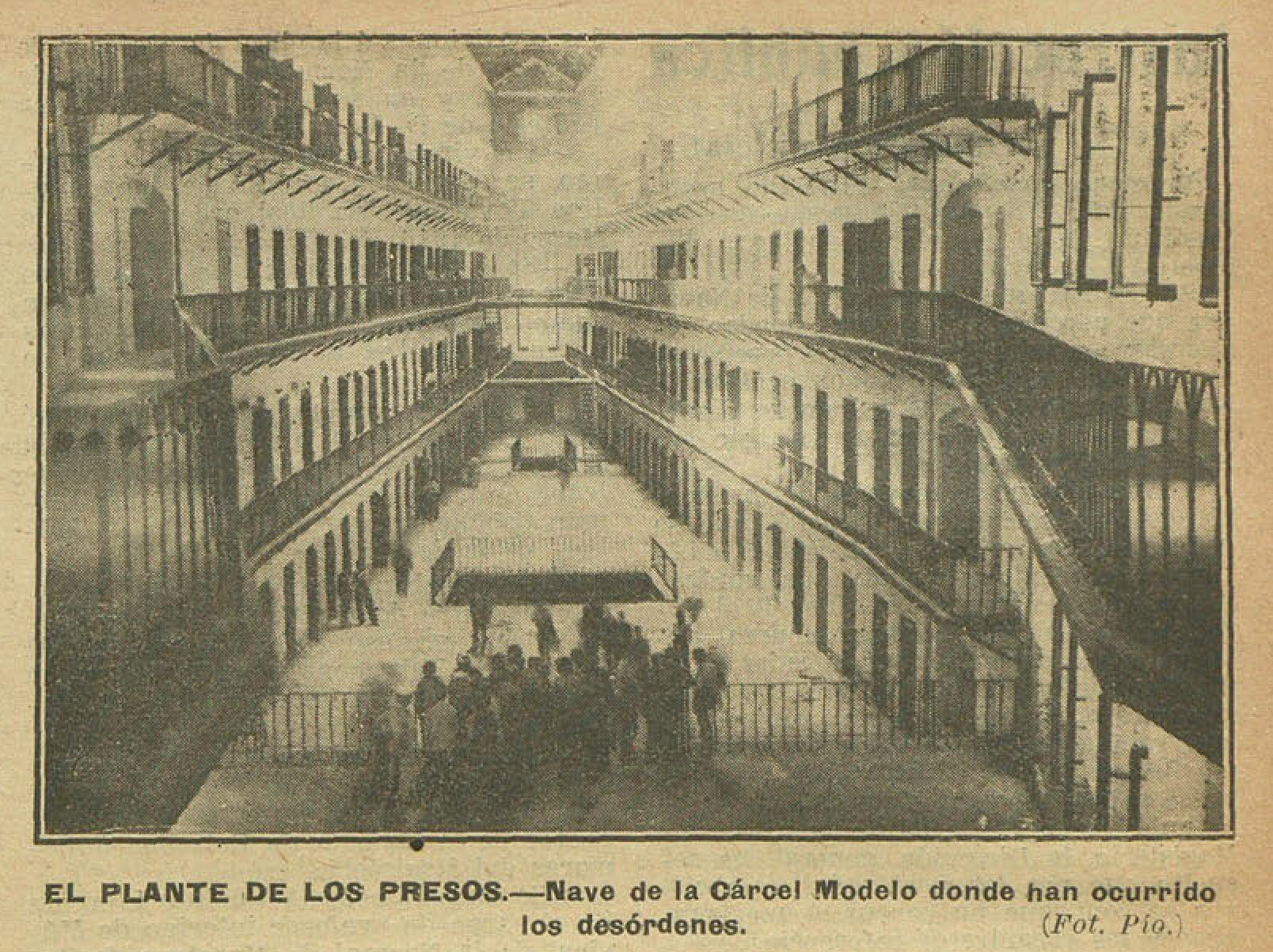
Una de las naves de la cárcel en 1917

La Modelo de Madrid constaba de cinco naves que convergían en un pabellón central de vigilancia. Cada nave tenía cuatro plantas con 50 celdas por planta (25 a cada lado del espacio central). En el centro de cada nave quedaba un espacio trapezoidal cubierto e iluminado desde arriba. En total la prisión tenía 1025 celdas. También tenía una serie de dependencias auxiliares: casa-administración, enfermería y lavaderos. Fue considerado un edificio modelo para la reforma penitenciaria iniciada durante esos años. Se denominó como cárcel celular por ser capaz de ofrecer a cada reo una celda.